# Diodogorgia sibogae
Diodogorgia sibogae är en korallart som beskrevs av Stiasny 1941. Diodogorgia sibogae ingår i släktet Diodogorgia och familjen Anthothelidae. Inga underarter finns listade i Catalogue of Life.